# Esther Ayuso
Esther Ayuso (sinh tháng 11 năm 1958) là nữ kiến trúc sư Belize đầu tiên. Cô được biết đến với những thiết kế của mình để cải thiện các bệnh viện ở Belize bao gồm Hiệp hội y tế ở Mexico, Phòng khám đa khoa trắng Cleopatra, Phòng khám đa khoa Matron Robert, Phòng khám mắt Hoy và cánh PICU / NICU của Bệnh viện tưởng niệm Karl Heusner sẽ hoàn thành vào năm 2015. Ayuso đã từng là Thượng nghị sĩ và là Chủ tịch Ủy ban Phụ nữ Quốc gia, đồng thời là đại biểu của Bêlize cho Ủy ban Phụ nữ Liên Mỹ. Năm 2015, cô được trao tặng Huân chương xuất sắc nhất của Đế quốc Anh vì những đóng góp cho cộng đồng.

## Tuổi thơ và giáo dục
Esther Josefina Ayuso được sinh ra ở Caracas, Venezuela, đến Josefina (nhũ danh Medero), một nhân viên ngân hàng và Oscar Ayuso, một quan chức ngân hàng Belizean của Ngân hàng Hoàng gia Canada. Không lâu sau khi Esther Ayuso chào đời, gia đình đã trở lại thành phố Belize ở Anh thuộc Anh. Ở đó, Esther Ayuso sau đó sẽ học tại trường trung học của Học viện St. Catherine, tốt nghiệp năm 1975. Cùng năm đó, cô đi du lịch đến Venezuela với mục đích trở thành một kiến trúc sư, nhưng do yêu cầu trúng tuyển khác nhau đối với các trường đại học ở Venezuela, Esther Ayuso được cho biết phải nộp lại một số khóa học cấp trung học để bảo đảm thành công việc nhập học và học tập tại Đại học Trung tâm Venezuela. Esther Ayuso theo đuổi tất cả các yêu cầu đầu vào cần thiết, hoàn thành tất cả các khóa học cần thiết chỉ trong hai năm và đảm bảo việc vào chương trình kiến trúc tại UCV. Năm 1983 Esther Ayuso đã tốt nghiệp với bằng kiến trúc công nghệ. Trở về Belize, Esther Ayuso không thể tìm được công việc ngay lập tức và trở về Venezuela vào năm 1983. Ở đó, Esther Ayuso đã gặp và kết hôn với một đồng nghiệp kiến trúc sư, và hai người đã chào đón hai đứa con trai vào năm 1990 và 1991, tương ứng. Gia đình vẫn ở lại Venezuela cho đến khi cuộc đảo chính của Venezuela năm 1992 cố gắng. Trở về quê nhà ở Quebec, Esther Ayuso ban đầu bảo đảm việc làm tại Professional Engineering Services với tư cách là một cộng tác viên kiến trúc, làm việc này cho đến năm 1995 khi cô và chồng mở thực hành kiến trúc tư nhân của họ, Arcade Ltd. Bên cạnh nơi cư trú, Ayuso được biết đến với các dự án công trình công cộng bao gồm việc mở rộng Hiệp hội Y tế ở Mexico từ một phòng khám tư nhân nhỏ thành bệnh viện; tu sửa lại phòng khám đa khoa Cleopatra White và Matron Robert; và làm việc tại Hoy Eye Clinic và một số chi nhánh của Atlantic Bank Ltd. Năm 1996, cặp vợ chồng chào đón con trai thứ ba. Trong cơn bão Keith năm 2000, công ty Arcade Ltd. đã bị thiệt hại nặng nề và cặp vợ chồng đã chuyển sự chú ý và chuyên môn của họ sang mảng tư vấn kiến trúc và xây dựng.
Năm 2006, Esther Ayuso được Thủ tướng Dean Barrow bổ nhiệm giữ chức Thượng nghị sĩ. Năm 2008, sau khi chỉ phục vụ hai năm trong nhiệm kỳ năm năm, Esther Ayuso được bổ nhiệm làm chủ tịch Ủy ban Phụ nữ Quốc gia mới được tổ chức (NWC). Cùng năm đó, Esther Ayuso cũng được bổ nhiệm làm đại biểu của Ủy ban Phụ nữ Liên Mỹ, một bài đăng mà cô vẫn duy trì. Dưới sự lãnh đạo của NAC, ủy ban đã tiến hành một nghiên cứu để cập nhật Chính sách giới tính quốc gia, đã tổ chức một số hội nghị về phát triển chương trình nghiên cứu về giới ở Belize, và thực hiện Dự án Chính trị phụ nữ để giáo dục phụ nữ về chính trị và giữ chức vụ bầu cử.